# Deeper (estudio)
Deeper es una productora estadounidense de contenidos en línea dirigida al mercado del cine y del mundo pornográfico especializada en escenas sexuales de temática BDSM. Fue lanzada en abril de 2019 tras la compra por parte de Greg Lansky de la compañía de la actriz y directora Kayden Kross, quedando esta como CEO y principal directora y ejecutiva del nuevo estudio, así como actriz ocasional, anclado bajo el prisma del Grupo Vixen, siendo su cuarto sello después de Blacked, Tushy y Vixen.

## Historial de la compañía
A comienzos de abril de 2019 se confirmaba que el Grupo Vixen ampliaba su conglomerado al lanzar el sitio Deeper, tras comprar los derechos de Trenchcoatx.com, empresa de la galardonada actriz y directora pornográfica Kayden Kross, que trabajaría en el nuevo estudio como principal CEO y ejecutiva al mando de la distribución de las principales películas. "No será un sitio con fórmulas ni uniforme. Constantemente superará los límites y espero que al hacerlo ayude a los espectadores a descubrir más sobre sí mismos. Quiero que sea lo que debería ser el buen sexo: intoxicante e impredecible", expresó Kross en una entrevista. La parcela de distribución de las películas quedó a cargo de Pulse Distribution.
Por su parte, Greg Lansky, afirmó estar "extremadamente orgulloso de apoyar la visión artística de Kayden", a quien dejó licencia para reformular los proyectos siguiendo su criterio, alabando "su increíble talento la ha convertido en una de las directoras más populares en la industria para adultos. Kayden es comprometida, genuina y tiene una visión con una atención inspiradora a los detalles y el estilo en total resonancia con los valores de Vixen Media Group". Mismo pensamiento resumió Alexandra Taylor, directora de marketing del grupo, al elogiar la misión de Deeper: "Queremos que nuestra audiencia se sienta inspirada para aceptar las necesidades de satisfacción que van más allá de lo físico y, a través de Deeper, siento que realmente lo hemos logrado", dijo.
Junto a Kayden Kross, otras actrices que además de participar han dirigido escenas y películas han sido Joanna Angel, Adria Rae o Stoya.
En octubre de 2019 se confirmó que el estudio conseguía firmar un contrato en exclusividad con la actriz Maitland Ward, que ese mismo año había decidido aparcar su carrera convencional para entrar en la industria pornográfica. Recordada por su papel secundario en la serie de los años 1990 Yo y el mundo, donde hacía el papel de Rachel Kimberly McGuire, había empezado a publicar vídeos de corte amateur en diversas páginas especializadas, firmando a finales de 2018 por la empresa de representación Society 15, entonces bajo el mando de Kendra Lust, con la que consiguió sus primeros papeles para escenas de Brazzers y Blacked. Fue precisamente su paso por Blacked lo que permitió entrar en contacto con Kayden Kross y realizar nuevos proyectos, pasando a grabar en exclusividad con Deeper, acción que la catapultó a la fama en pocos meses, debutando como actriz pornográfica a sus 42 años.
Uno de los primeros papeles de Ward para Deeper fue en la película Drive, donde compartió escenas junto a Angela White, Manuel Ferrara, Ivy Lebelle o Mick Blue, siendo una de las principales producciones nominadas en los Premios AVN y XBIZ de 2020, en ambas con 10 nominaciones.
Otras producciones de Deeper han sido Boss, Cuckold's Plight, Relentless, Sex Obsessed o Sordid Stories.

## Actores de Deeper

### Actores
Jason Luv, Manuel Ferrara, Mick Blue, Tommy Gunn, Damon Dice, Small Hands, Kyle Mason, Owen Gray, Ricky Johnson, Rob Piper, Michael Vegas, Ryan Driller, Isiah Maxwell, Oliver Davis, Ramón Nomar, Stallion Strong, Juan Lucho, Mickey Mod, Charles Dera, Markus Dupree, Tyler Nixon, Logan Pierce o Jessy Jones, entre otros.

### Actrices
Avi Love, Angela White, Ivy Wolfe, Elena Koshka, Kenna James, Haley Reed, Lena Paul, Alina Lopez, Nicole Aniston, Vicki Chase, Ivy Lebelle, Kenzie Reeves, Adria Rae, Autumn Falls, Gianna Dior, Jessa Rhodes, Emily Willis, Ana Foxxx, Elsa Jean, Maitland Ward, Karla Kush, Eva Lovia, Valentina Nappi, Kira Noir, Katrina Jade, Jillian Janson, Riley Steele, Janice Griffith, Eliza Ibarra, Riley Reid, Gia Derza, Evelyn Claire, Jill Kassidy, Nadya Nabakova, Abigail Mac, Casey Calvert, Joanna Angel, Giselle Palmer, Lacy Lennon, Abella Danger, Rebel Lynn, Aidra Fox o Audrey Noir, entre otras.

## Premios distinguidos al estudio
| Año  | Ceremonia   | Resultado | Premio                                   | Trabajo                  |
| ---- | ----------- | --------- | ---------------------------------------- | ------------------------ |
| 2020 | Premios AVN | Ganadora  | Mejor dirección de arte                  | Drive                    |
| 2020 | Premios AVN | Ganadora  | Mejor cinematografía                     | Drive                    |
| 2020 | Premios AVN | Ganadora  | Mejor dirección dramática (Kayden Kross) | Drive                    |
| 2020 | Premios AVN | Ganadora  | Mejor drama                              | Drive                    |
| 2020 | Premios AVN | Ganadora  | Mejor mediometraje                       | Valley of the Fuck Dolls |
| 2020 | Premios AVN | Ganadora  | Mejor montaje (Gabrielle Anex)           | Drive                    |
| 2020 | Premios AVN | Ganadora  | Mejor producción antológica              | Sacrosanct Now           |
| 2020 | Premios AVN | Ganadora  | Mejor publicidad para nueva producción   | —                        |
| 2020 | Premios AVN | Ganadora  | Lanzamiento vignette del año             | Sordid Stories           |
| 2020 | Premios AVN | Ganadora  | Mejor nuevo estudio                      | —                        |
| 2020 | Premios AVN | Ganadora  | Sitio del año producido por mujeres      | Deeper.com               |